# Viktualienmarkt
O Viktualienmarkt é um mercado de alimentos numa praça no centro de Munique na Alemanha. O mercado surgiu do mercado dos fazendeiros mas tornou-se um mercado gourmet. Ocupa uma área de 22 000 m² com tendas vendendo pães, queijo, peixes, flores e frutas exóticas.